# Nils Helling
Nils Joel Mauritz Helling, född 1870 i Örebro, död 1938 i Kalmar, var en svensk jurist. Helling utnämndes 1914 till häradshövding i Södra Möre domsaga. Han deltog även i det kommunala livet, bland annat såsom ledamot av Kalmar stadsfullmäktige. En stiftelse finns uppkallad efter honom, Häradshövding Nils Hellings minnesfond.